# J'ai acheté une Chinoise
Pour plus de détails, voir Fiche technique et Distribution.
J'ai acheté une Chinoise (Walk Like a Dragon) est un film américain réalisé par James Clavell, sorti en 1960.

## Fiche technique
- Titre : J'ai acheté une Chinoise
- Titre original : Walk Like a Dragon
- Réalisation : James Clavell
- Scénario : James Clavell et Daniel Mainwaring
- Musique : Paul Dunlap
- Photographie : Loyal Griggs
- Montage : Howard A. Smith et Terry O. Morse
- Production : James Clavell
- Société de production : James Clavell Productions
- Société de distribution : Paramount Pictures (États-Unis)
- Pays :  États-Unis
- Genre : Drame et western
- Durée : 95 minutes
- Date de sortie 
  - États-Unis : 1er juin 1960

## Distribution
- Jack Lord : Lincoln 'Linc' Bartlett
- Nobu McCarthy ; Kim Sung
- James Shigeta : Cheng Lu
- Mel Tormé : Le diacre
- Josephine Hutchinson : Ma Bartlett
- Rodolfo Acosta : Shérif Marguelez
- Benson Fong : Wu
- Michael Pate : Révérend Will Allen
- Lilyan Chauvin : Lili Raide
- Don Kennedy : Masters
- Don 'Red' Barry : Cabot
- Lester Matthews : Peter Mott
- Michael Ross : Taffy
- Charles Irwin : Angus
- Tom Kennedy : le barman Jethro
- Tony Young : Cabot
- Natalie Trundy : Susan Allen